# 宮城県第3区
宮城県第3区（みやぎけんだいさんく）は、日本の衆議院議員総選挙における選挙区。1994年（平成6年）の公職選挙法改正で設置。

## 区域

### 現在の区域
2022年（令和4年）公職選挙法改正以降の区域は以下のとおりである。仙台市旧秋保町域が1区に戻り2017年以前の区域に戻った。
- 白石市
- 名取市
- 角田市
- 岩沼市
- 刈田郡
- 柴田郡
- 伊具郡
- 亘理郡

### 2017年から2022年までの区域
2017年（平成29年）公職選挙法改正から2022年の小選挙区改定までの区域は以下のとおりである。2017年の区割り変更で、仙台市の旧秋保町域が1区から編入された。
- 仙台市
  - 太白区（旧秋保町域）
    - 秋保総合支所管内：秋保町湯向、秋保町境野、秋保町長袋、秋保町馬場、秋保町湯元
- 白石市
- 名取市
- 角田市
- 岩沼市
- 刈田郡
- 柴田郡
- 伊具郡
- 亘理郡

### 2017年以前の区域
1994年（平成6年）公職選挙法改正から2017年の小選挙区改定までの区域は以下のとおりである。
- 白石市
- 名取市
- 角田市
- 岩沼市
- 刈田郡
- 柴田郡
- 伊具郡
- 亘理郡

## 歴史
自由民主党幹事長、大蔵大臣、外務大臣などを歴任した三塚博の地盤であり、引退後は三塚の秘書であった西村明宏が選出されていたが、2009年の総選挙では西村の初当選時に比例復活した元職の橋本清仁に敗れ、比例復活もかなわず三塚から継承した議席を失うことになった。
2012年の総選挙、2014年の総選挙ではともに西村が当選し、橋本は比例復活もできずに落選している。
2017年の区割り変更により、旧秋保町域が1区から3区に移動している。同年の総選挙以降は西村が完勝を続けていたが、2024年の総選挙を前に西村はノルマの超過分に対する清和政策研究会（安倍派）からのキックバックとして、2018年から2022年にかけての5年間で計554万円を裏金として受け取っていた事が明らかとなり、自民党は西村を戒告及び選挙戦の比例重複なしの処分を発表。これにより西村は票が前回より大きく減らす事となって15年ぶりに落選。仙台放送の元アナウンサーで立憲民主党から出馬した柳沢剛が裏金への批判票を掴み取って初挑戦にして初当選を果たした。

## 小選挙区選出議員
| 選挙名                 | 年                 | 当選者   | 備考       |
| ---------------------- | ------------------ | -------- | ---------- |
| 第41回衆議院議員総選挙 | 1996年（平成8年）  | 三塚博   | 自由民主党 |
| 第42回衆議院議員総選挙 | 2000年（平成12年） | 三塚博   | 自由民主党 |
| 第43回衆議院議員総選挙 | 2003年（平成15年） | 西村明宏 | 自由民主党 |
| 第44回衆議院議員総選挙 | 2005年（平成17年） | 西村明宏 | 自由民主党 |
| 第45回衆議院議員総選挙 | 2009年（平成21年） | 橋本清仁 | 民主党     |
| 第46回衆議院議員総選挙 | 2012年（平成24年） | 西村明宏 | 自由民主党 |
| 第47回衆議院議員総選挙 | 2014年（平成26年） | 西村明宏 | 自由民主党 |
| 第48回衆議院議員総選挙 | 2017年（平成29年） | 西村明宏 | 自由民主党 |
| 第49回衆議院議員総選挙 | 2021年（令和3年）  | 西村明宏 | 自由民主党 |
| 第50回衆議院議員総選挙 | 2024年（令和6年）  | 柳沢剛   | 立憲民主党 |

## 選挙結果
時の内閣：第1次石破内閣 解散日：2024年10月9日 公示日：2024年10月15日
当日有権者数：27万7931人 最終投票率：55.04%（前回比：2.67%） （全国投票率：53.85%（2.08%））
| 当落 | 候補者名 | 年齢 | 所属党派   | 新旧 | 得票数   | 得票率 | 惜敗率 | 推薦・支持 | 重複 |
| ---- | -------- | ---- | ---------- | ---- | -------- | ------ | ------ | ---------- | ---- |
| 当   | 柳沢剛   | 61   | 立憲民主党 | 新   | 82,566票 | 55.24% | ――     |            | ○    |
|      | 西村明宏 | 64   | 自由民主党 | 前   | 66,906票 | 44.76% | 81.03% | 公明党推薦 |      |

時の内閣：第1次岸田内閣 解散日：2021年10月14日 公示日：2021年10月19日
当日有権者数：28万6936人 最終投票率：57.71%（前回比：3.65%） （全国投票率：55.93%（2.25%））
| 当落 | 候補者名 | 年齢 | 所属党派   | 新旧 | 得票数   | 得票率 | 惜敗率 | 推薦・支持 | 重複 |
| ---- | -------- | ---- | ---------- | ---- | -------- | ------ | ------ | ---------- | ---- |
| 当   | 西村明宏 | 61   | 自由民主党 | 前   | 96,210票 | 59.27% | ――     | 公明党推薦 | ○    |
|      | 大野園子 | 33   | 立憲民主党 | 新   | 60,237票 | 37.11% | 62.61% |            | ○    |
|      | 浅田晃司 | 74   | 無所属     | 新   | 5,890票  | 3.63%  | 6.12%  |            | ×    |

時の内閣：第3次安倍第3次改造内閣 解散日：2017年9月28日 公示日：2017年10月10日
当日有権者数：29万2288人 最終投票率：54.06%（前回比：3.49%） （全国投票率：53.68%（1.02%））
| 当落 | 候補者名 | 年齢 | 所属党派   | 新旧 | 得票数   | 得票率 | 惜敗率 | 推薦・支持           | 重複 |
| ---- | -------- | ---- | ---------- | ---- | -------- | ------ | ------ | -------------------- | ---- |
| 当   | 西村明宏 | 57   | 自由民主党 | 前   | 92,893票 | 60.31% | ――     | 公明党・日本のこころ | ○    |
|      | 一條芳弘 | 44   | 希望の党   | 新   | 40,670票 | 26.40% | 43.78% |                      | ○    |
|      | 吉田剛   | 35   | 日本共産党 | 新   | 20,469票 | 13.29% | 22.04% |                      |      |

時の内閣：第2次安倍改造内閣 解散日：2014年11月21日 公示日：2014年12月2日
当日有権者数：28万3873人 最終投票率：50.57%（前回比：5.32%） （全国投票率：52.66%（6.66%））
| 当落 | 候補者名 | 年齢 | 所属党派   | 新旧 | 得票数   | 得票率 | 惜敗率 | 推薦・支持       | 重複 |
| ---- | -------- | ---- | ---------- | ---- | -------- | ------ | ------ | ---------------- | ---- |
| 当   | 西村明宏 | 54   | 自由民主党 | 前   | 76,246票 | 54.49% | ――     | 公明党・新党改革 | ○    |
|      | 橋本清仁 | 43   | 民主党     | 元   | 48,957票 | 34.99% | 64.21% |                  | ○    |
|      | 吉田剛   | 33   | 日本共産党 | 新   | 14,712票 | 10.51% | 19.30% |                  |      |

時の内閣：野田第3次改造内閣 解散日：2012年11月16日 公示日：2012年12月4日
当日有権者数：28万3645人 最終投票率：55.89%（前回比：13.68%） （全国投票率：59.32%（9.96%））
| 当落 | 候補者名 | 年齢 | 所属党派   | 新旧 | 得票数   | 得票率 | 惜敗率 | 推薦・支持       | 重複 |
| ---- | -------- | ---- | ---------- | ---- | -------- | ------ | ------ | ---------------- | ---- |
| 当   | 西村明宏 | 52   | 自由民主党 | 元   | 88,801票 | 58.24% | ――     | 公明党・新党改革 | ○    |
|      | 橋本清仁 | 41   | 民主党     | 前   | 47,298票 | 31.02% | 53.26% | 国民新党         | ○    |
|      | 吉田剛   | 31   | 日本共産党 | 新   | 16,370票 | 10.74% | 18.43% |                  |      |

時の内閣：麻生内閣 解散日：2009年7月21日 公示日：2009年8月18日
当日有権者数：28万9304人 最終投票率：69.57%（前回比：3.06%） （全国投票率：69.28%（1.77%））
| 当落 | 候補者名 | 年齢 | 所属党派   | 新旧 | 得票数    | 得票率 | 惜敗率 | 推薦・支持 | 重複 |
| ---- | -------- | ---- | ---------- | ---- | --------- | ------ | ------ | ---------- | ---- |
| 当   | 橋本清仁 | 38   | 民主党     | 元   | 108,718票 | 55.04% | ――     |            | ○    |
|      | 西村明宏 | 49   | 自由民主党 | 前   | 85,897票  | 43.49% | 79.01% | 公明党     | ○    |
|      | 小林睦明 | 38   | 幸福実現党 | 新   | 2,895票   | 1.47%  | 2.66%  |            |      |

時の内閣：第2次小泉改造内閣 解散日：2005年8月8日 公示日：2005年8月30日
当日有権者数：28万7647人 最終投票率：66.51%（前回比：8.58%） （全国投票率：67.51%（7.65%））
| 当落 | 候補者名 | 年齢 | 所属党派   | 新旧 | 得票数   | 得票率 | 惜敗率 | 推薦・支持 | 重複 |
| ---- | -------- | ---- | ---------- | ---- | -------- | ------ | ------ | ---------- | ---- |
| 当   | 西村明宏 | 45   | 自由民主党 | 前   | 98,269票 | 52.26% | ――     |            | ○    |
|      | 橋本清仁 | 34   | 民主党     | 前   | 78,503票 | 41.75% | 79.89% |            | ○    |
|      | 高橋光二 | 54   | 日本共産党 | 新   | 11,256票 | 5.99%  | 11.45% |            |      |

時の内閣：第1次小泉第2次改造内閣 解散日：2003年10月10日 公示日：2003年10月28日
当日有権者数：28万5294人 最終投票率：57.93% （全国投票率：59.86%（2.63%））
| 当落 | 候補者名 | 年齢 | 所属党派   | 新旧 | 得票数   | 得票率 | 惜敗率 | 推薦・支持 | 重複 |
| ---- | -------- | ---- | ---------- | ---- | -------- | ------ | ------ | ---------- | ---- |
| 当   | 西村明宏 | 43   | 自由民主党 | 新   | 74,045票 | 46.35% | ――     |            | ○    |
| 比当 | 橋本清仁 | 32   | 民主党     | 新   | 73,803票 | 46.20% | 99.67% |            | ○    |
|      | 高橋光二 | 52   | 日本共産党 | 新   | 11,915票 | 7.46%  | 16.09% |            |      |

時の内閣：第1次森内閣 解散日：2000年6月2日 公示日：2000年6月13日 （全国投票率：62.49%（2.84%））
| 当落 | 候補者名 | 年齢 | 所属党派   | 新旧 | 得票数   | 得票率 | 惜敗率 | 推薦・支持 | 重複 |
| ---- | -------- | ---- | ---------- | ---- | -------- | ------ | ------ | ---------- | ---- |
| 当   | 三塚博   | 72   | 自由民主党 | 前   | 84,278票 | 51.99% | ――     |            | ○    |
|      | 小山克博 | 43   | 民主党     | 新   | 40,896票 | 25.23% | 48.53% |            | ○    |
|      | 堀誠     | 33   | 自由党     | 新   | 22,501票 | 13.88% | 26.70% |            | ○    |
|      | 加藤幹夫 | 36   | 日本共産党 | 新   | 14,429票 | 8.90%  | 17.12% |            |      |

時の内閣：第1次橋本内閣 解散日：1996年9月27日 公示日：1996年10月8日 （全国投票率：59.65%（8.11%））
| 当落 | 候補者名   | 年齢 | 所属党派   | 新旧 | 得票数   | 得票率 | 惜敗率 | 推薦・支持 | 重複 |
| ---- | ---------- | ---- | ---------- | ---- | -------- | ------ | ------ | ---------- | ---- |
| 当   | 三塚博     | 69   | 自由民主党 | 前   | 81,784票 | 53.14% | ――     |            |      |
|      | 百足健一   | 51   | 新進党     | 新   | 53,150票 | 34.53% | 64.99% |            |      |
|      | 大友ひろみ | 32   | 日本共産党 | 新   | 18,972票 | 12.33% | 23.20% |            |      |